# فيلايوس
بلدية فيلايوس (بالإسبانية: Velayos) هي بلدية تقع في مقاطعة آبلة التابعة لمنطقة قشتالة وليون وسط إسبانيا.

## الديموغرافيا
بلغ عدد سكان بلدية فيلايوس 266 نسمة عام 2011 (وفقاً للمعهد الوطني للإحصاء الإسباني).
| 289 | 265 | 249 | 249 | 233 | 245 | 266 |